# 國家美式橄欖球聯盟
全国橄榄球联盟是美国的职业美式橄榄球体育联赛。联盟被分为美国橄榄球联合会（美联）和全国橄榄球联合会（国联），每个联合会有16支球队；此外每个联合会又被划分成东南西北四个分区，每个分区由4支球队组成。是北美四大职业体育联赛之一，也是世界上水平最高的职业美式橄榄球联赛。
每个赛季从8月份的季前赛开始，为期三周，随后从9月开始进入常规赛。常规赛为期18周，每支球队要打17场比赛，并有一个轮空周。常规赛结束后，每个联合会的7支球队（包括四支分区冠军队和三支外卡球队）得以晋级全国橄榄球联盟季后赛。的季后赛为单场淘汰制，两个联合会的胜者将在次年二月的超级碗中争夺赛季的最高冠军头衔——文斯·隆巴迪杯。
成立于1920年，当时的名称为“美国职业橄榄球协会”（简称），后于1922年被更名为“全国橄榄球联盟”（简称）。最初联盟通过赛季末排名决定冠军归属，1933年赛季开始，联盟施行了季后赛制度，并一直持续到1966年。在与竞争对手美国橄榄球联盟（简称）合并后，首届超级碗比赛于1967年首次进行，并从1970年开始作为全赛季的收官之战持续至今。
从营收层面上来看，是世界上最赚钱的体育联盟，也是福布斯上榜俱乐部最多的体育联盟。是世界所有球类体育赛事中上座率最高的职业体育联盟（平均69,442人，2022年），同时也是美国最受欢迎的体育联盟。作为赛季冠军争夺战的超级碗是世界上最受关注的体育赛事之一，大多数比赛的收视率居高不下。第五十八届超级碗堪萨斯城酋长队战胜旧金山49人队的比赛是美国历史上收视率最高的电视直播节目，观众人数达1.234亿。
截至2023赛季结束，绿湾包装工队是获得总冠军次数最多的球队（13次），其中包括超级碗时代之前的9次冠军以及超级碗设立后的4次冠军。自超级碗设立以来，新英格兰爱国者队和匹兹堡钢人队并列成为获得超级碗次数最多的球队（6次）。超级碗的卫冕冠军是堪萨斯城酋长队，其在第五十八届超级碗中击败了旧金山49人队。

## 历史

### 成立与历史
1920年8月20日，四支橄榄球队阿克伦职业、坎顿牛头犬、克利夫兰印第安人和代顿三角的代表在俄亥俄州坎顿的乔丹汽车公司与哈普汽车公司的展厅举行了一次会议。根据《坎顿晚报》的报道，这场会议促成了“美国职业橄榄球联合会”（英语：American Professional Football Conference，简称APFC）的成立，旨在“通过各种方式提升职业橄榄球的水准、消除敌对球队对球员的竞标，以及确保在赛程制定方面的合作”。
1920年9月17日，由多支球队代表参加的另一场会议召开，与会代表所来自的球队包括：俄亥俄州的阿克伦职业、坎顿牛头犬、克利夫兰印第安人和代顿三角；印第安纳州的哈蒙德职业和曼西飞人；纽约州的罗切斯特杰斐逊；伊利诺伊州的罗克艾兰独立、迪凯特斯塔利和拉辛红雀。联合会更名为“美国职业橄榄球联盟”（英语：American Professional Football Association，简称APFA），会议选举吉姆·索普为首任主席。联盟最初始由14支球队组成，除了上述与会的10支球队之外，还包括在当年加入联盟的布法罗全美、芝加哥老虎、哥伦布狭地和底特律先驱者4支球队。来自俄亥俄州马西隆的马西隆老虎参加了9月17日的会议，但是在1920年并没有组队参赛。这些球队中，只有迪凯特斯塔利（现在的芝加哥熊）和拉辛红雀（现在的亚利桑那红雀）在联盟中保留至今。

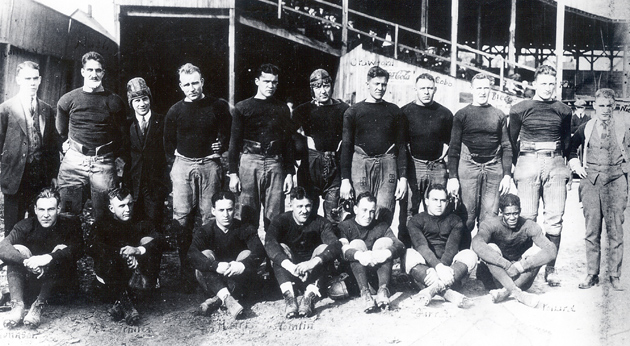
1920年夺冠的阿克伦职业

联盟的第一场比赛在1920年9月26日举行，罗克艾兰独立在道格拉斯公园以48-0战胜了非联盟球队圣保罗理想队。1920年10月3日，联盟迎来了第一个完整星期的比赛。尽管联盟在1920赛季中没有设立官方排名，并且各球队的赛程中还包括非联盟对手，但APFA还是凭借阿克伦职业8胜3平0负的战绩将冠军授予给了他们。
1922赛季，芝加哥斯塔利在争议中战胜了布法罗全美。1922年6月24日，APFA正式将联盟的名称改为“全国橄榄球联盟”（英文：National Football League，简称NFL）。
1932赛季，芝加哥熊（6胜6平1负）和朴茨茅斯斯巴达（6胜4平1负）并列排名第一。当时，所有球队列在同一张积分榜上参与排名，赛季结束时胜率最高（平局不计入积分榜）的球队即为冠军；如果两支平局球队在同一赛季中遭遇了两次，那么就以第二场比赛的结果决定冠军的归属。这一规则自联盟1920年成立以来一直沿用，但从未遇到过两队并列第一的情况，因此1932赛季平分情况出现后，联盟很快决定就在芝加哥熊和朴茨茅斯斯巴达之间举行一场季后赛来决定冠军归属。比赛原定在芝加哥的瑞格利球场进行，但由于大雪和极寒天气，比赛被迫转移至室内的非标准橄榄球场芝加哥体育场举行。由于场地较小，部分比赛规则进行了修改，最终熊队以9-0取胜，并最终获得了冠军。球迷对“真正意义上的”冠军争夺战展现出的浓厚兴趣促使NFL在1933赛季将联盟分为了东部和西部两个分区，并在赛季末举行两个分区冠军之间的最终冠军赛。
1934赛季是非裔美国人在12个赛季中的首个缺席赛季。在公众压力和美国职业棒球大联盟的棒球肤色禁令废止的双重影响下，这项事实上的禁令在1946赛季被取消。
NFL一直以来都是美国最大的职业橄榄球联盟，但在20世纪30年代和40年代，NFL也曾面临众多竞争对手，其中至少包括三个独立的美国橄榄球联盟（英文：American Football Leagues）、全美橄榄球协会（英文：All-America Football Conference，简称AAFC）和各种不同级别的地区联盟。部分现今的NFL球队即来源于这些联盟，如洛杉矶公羊的历史最早可追溯到成立于1936年的美国橄榄球联盟，克利夫兰布朗和旧金山49人则来自于AAFC。
1960年，第四届美国橄榄球联盟（英语：American Football League，简称AFL）作为一个新的职业联盟开始运营。新成立的AFL开始挑战老牌联盟NFL的知名度，获得了丰厚的电视转播合同，并与NFL展开了自由球员和选秀权的竞争。1966年6月8日，两大联盟宣布合并，并将于1970赛季全面生效。在此期间，两个联盟将举行共同的选秀大会与冠军争夺赛，后者即为超级碗。在合并生效前，超级碗举行了四次，NFL和AFL各赢得了两次冠军。联盟合并后重组称为两个联合会，分别是全国橄榄球联合会（NFC）和美国橄榄球联合会（AFC），前者由合并前的大部分NFL球队组成，后者由所有AFL球队和另外三支NFL球队组成。
如今，NFL已经成为北美地区最受欢迎的体育联盟，而这很大程度要归功于前NFL总裁皮特·罗泽尔，后者在1960年至1989年一直担任联盟的领导者。NFL每年的观赛人数从他上任之初的300万人增加到任期结束时的1700万人，全球有4亿观众收看了1989年的第二十三届超级碗。NFL于1963年成立了NFL资产作为NFL的授权机构，其每年可以为联盟带来数十亿美元的收入。罗泽尔在任期间还创立了NFL慈善基金会，并与全国联合劝募协会建立了全国性的合作伙伴关系。罗泽尔的继任者保罗·塔利亚布在任期间，NFL的电视转播合同金额大幅增加，同时联盟扩军了4支球队，同时联盟还出台政策，增加了联盟和球队管理层中的少数族裔群体人数。联盟现任总裁罗杰·古德尔专注于通过罚款或禁赛的方式对违反规则的球员予以处罚，从而降低非法冲击的数量并让这项运动更加安全。这些行动是NFL为减少脑震荡并保护球员健康而采取的众多举措之一。
从1920年到1934年，NFL只限定了每支球队的最低比赛场次，但没有设置具体的比赛数量。从1935赛季开始，联盟规定每支球队的常规赛场次为12场。由于第二次世界大战的影响，1937赛季的常规赛场次缩减至11场，1943年又缩减至10场。1946年战争结束后，常规赛比赛场次恢复至11场，并在1947年恢复至12场，同战前一致。1961赛季开始，NFL将常规赛场次增加至14场，并在1978年增加至16场。2021年3月，在获得全国橄榄球联盟球员协会（NFLPA）的同意后，常规赛场次正式增加至17场。常规赛场次设置为奇数场后，联盟中一半的球队将有9场主场比赛，另一半将只有8场主场比赛。为了尽量减少主场比赛数量对赛事的影响，每年额外的主场比赛将在两个联合会之间轮流进行，从而确保同一联合会的所有球队都将进行相同数量的主场比赛。
1933年至1966年期间，NFL采用双联合会制，每个联合会的冠军将在NFL冠军赛中相遇以争夺最后的总冠军。如果各联合会中有球队并列排名第一，则这两支球队进行单场季后赛以决出联合会冠军。1967赛季，NFL从15支球队增加至16支球队。NFL并没有简单地将新奥尔良圣徒增加至西部联合会中以平衡两个联合会中球队的数量，而是将两个联合会分别分成了两个、各有四支球队的分区，这四个球队分区的冠军将进行两轮NFL季后赛以争夺总冠军。从1960年到1969年，NFL还举办了季后赛碗（正式名称为{{le|伯特·贝尔福利碗|Bert Bell Benefit Bowl），由两个联合会的亚军进行争夺联盟第三名的比赛。NFL将季后赛碗定位为表演赛而非正式的季后赛。联盟在1970赛季取消了被视作是“失败者对阵”的季后赛碗。
1970赛季，前AFL球队加入NFL之后，NFL分成了两个联合会，每个联合会各有三个分区。联盟至此有26支球队，季后赛也扩张为8支球队，有资格参与季后赛的球队是每个联合会的分区冠军以及两支外卡球队（每个联合会未获得冠军但胜率最高的球队）。1978年，每个联合会可参加季后赛的外卡球队数量增加为两支，季后赛总球队数量达到10支；1990年，外卡数量增加为三支，参与季后赛球队的总数量达到12支。2022年NFL扩军之后，球队总数量达到32支，联盟也对分区进行了重新调整，从每个联合会的三个分区改为四个分区。由于每个分区的分区冠军都能够进入季后赛，因此每个联合会的外卡参赛数量从三支减少至两支。2020年，季后赛再次扩军，外卡数量重新回到三支，季后赛球队总数达到14支。

### 组织架构
在组织架构层面上，NFL将自身定位为行业协会，由其32支球队组成，并由这些球队提供资金。直到2015年，该联盟一直都是一个非法人非营利的501(c)组织。《美国国内税收法》第 501(c)(6)条规定，“商业联盟、商会、房地产委员会、贸易委员会或职业足球联盟（无论是否管理足球运动员的养老基金），其组织目的不以营利为目的，其净收入的任何部分均不归任何私人股东或个人所有”，可免缴联邦所得税。但与之相对应的是，除了确定属于非营利性质的绿湾包装工以外，联盟其余31支球队都因存在利润而成为纳税主体。
2015年，NFL在受到公众批评之后放弃了其免税地位。在成为纳税实体后，NFL联盟办公室可能欠缴约1,000万美元的所得税，但联盟不再需要披露其高级管理人员的薪资水平。
联盟有三名职责明确的主要官员，即总裁、秘书和首席财务官。总裁由联盟三分之二或18名成员（以孰高者为准）的赞成票选举产生，而每个联合会的主席则由该联合会四分之三或10名成员的赞成票选举产生。总裁负责任命秘书和首席财务官，在球队、球员、教练和工作人员等之间拥有广泛的权力。他是NFL的首席执行官，有权雇佣联盟雇员、谈判电视合同、对违反联盟章程或作出不当行为的球队或个人进行处罚等。
在极端情况下，总裁可以向NFL执行委员会提出建议，包括“取消或没收”球队的特许经营权或其它权利。如果与NFL有关的个人在比赛中下注，或未向联盟通报合谋或计划在比赛中下注或操纵比赛，联盟总裁有权对其进行制裁，最高包括终身禁赛。NFL现任总裁为罗杰·古德尔，他在2006年接替退休的前任保罗·塔利亚布上任。

## 球队
NFL由32支球队组成，分为两个联合会，每个联合会又分为四个分区，每个分区有四支球队。在常规赛期间，每支球队的大名单上最多可有55名球员，其中只有48名球员有资格在比赛日上场比赛。此外，每支球队还可以拥有一支最多16人的训练阵容。
每支NFL球队都被授予了特许经营权，即联盟授权球队在其所在城市运营。特许经营权涵盖“主场”（城市边界周围75英里；若该球队与另一支球队所在城市100英里范围内，则该范围为两座城市之间距离的一半）和“主场营销区”（“主场”加上球队运营所在州的其他地区，以及球队在训练营期间的运营区域）。每支NFL球队都拥有在其“主场”举办职业橄榄球比赛的专属权利，以及在其“主场营销区”进行广告宣传、推广和举办活动的专属权利。这一规则存在例外情况，主要涉及彼此距离较近的球队：在同一城市（如纽约和洛杉矶）或同一州（如加利福尼亚州、佛罗里达州和德克萨斯州）运营的球队可以共享该城市的“主场”和该州的“主场营销区”的权利。
所有的NFL球队都位于美国本土。虽然没有球队设在外国，但包括杰克逊维尔美洲虎在内的多支NFL球队会在伦敦、墨西哥城、慕尼黑等地进行NFL国际赛，并以这些海外场馆作为主场。1986赛季到2005赛季，作为美国碗的一部分，总共在美国本土以外地区进行了40场国际比赛。另外，作为比尔多伦多系列赛的一部分，从2008赛季到2013赛季，布法罗比尔都会在加拿大安大略省多伦多举行一场主场比赛。
根据福布斯发布的榜单，截至2019年，达拉斯牛仔以约80亿美元的价值成为价值最高的NFL球队，同时也是世界上价值最高的体育球队。此外，32支NFL球队中有26支跻身全球价值最高的50支体育球队之列。另外，有16支NFL球队的老板入选福布斯400强榜单，是所有体育联赛或体育组织中最多的。
| 美国橄榄球联合会 AFC |                                       |                                             |                                                |
| 分区                 | 队伍                                  | 主场                                        | 所在城市                                       |
| 东区                 | 布法罗比尔 Buffalo Bills              | 海馬克體育場 Highmark Stadium               | 紐約州奧查德帕克 Orchard Park, New York        |
| 东区                 | 邁阿密海豚 Miami Dolphins             | 硬石體育場 Hard rock Stadium                | 佛羅里達州迈阿密加登斯 Miami Gardens, Florida  |
| 东区                 | 新英格蘭愛國者 New England Patriots   | 吉列體育場 Gillette Stadium                 | 麻薩諸塞州福克斯堡 Foxborough, Massachusetts   |
| 东区                 | 紐約噴射機 New York Jets              | 大都會人壽體育場 MetLife Stadium            | 紐澤西州 East Rutherford, New Jersey           |
| 南區                 | 休斯敦得州人 Houston Texans           | NRG體育場 NRG Stadium                       | 德克薩斯州休斯頓 Houston, Texas                |
| 南區                 | 印第安納波利斯小馬 Indianapolis Colts | 魯卡斯石油體育場 Lucas Oil Stadium          | 印第安納州印第安納波利斯 Indianapolis, Indiana |
| 南區                 | 傑克遜維爾美洲虎 Jacksonville Jaguars | 恒久银行体育场                              | 佛羅里達州傑克遜維爾 Jacksonville, Florida     |
| 南區                 | 田納西泰坦 Tennessee Titans           | 日產體育場 Nissan Stadium                   | 田納西州納什維爾 Nashville, Tennessee          |
| 西區                 | 丹佛野馬 Denver Broncos               | 里高Empower球場                             | 科羅拉多州丹佛 Denver, Colorado                |
| 西區                 | 堪薩斯城酋長 Kansas City Chiefs       | 箭頭體育場 Arrowhead Stadium                | 密蘇里州堪薩斯城 Kansas City, Missouri         |
| 西區                 | 拉斯維加斯突襲者 Las Vegas Raiders    | 忠實體育場 Allegiant Stadium                | 内华达州天堂市 Paradise, Nevada                |
| 西區                 | 洛杉磯閃電 Los Angeles Chargers       | SoFi體育場 SoFi Stadium                     | 加利福尼亞州英格爾伍德 Inglewood, California   |
| 北區                 | 巴爾的摩烏鴉 Baltimore Ravens         | M&T銀行體育場 M&T Bank Stadium              | 馬里蘭州巴爾的摩 Baltimore, Maryland           |
| 北區                 | 辛辛那提猛虎 Cincinnati Bengals       | 佩科体育场 Paycor Stadium                   | 俄亥俄州辛辛那提 Cincinnati, Ohio              |
| 北區                 | 克里夫蘭布朗 Cleveland Browns         | 克利夫兰布朗体育场 Cleveland Browns Stadium | 俄亥俄州克里夫蘭 Cleveland, Ohio               |
| 北區                 | 匹茲堡鋼人 Pittsburgh Steelers        | Acrisure体育场 Acrisure Stadium             | 賓夕法尼亞州匹茲堡 Pittsburgh, Pennsylvania    |
| 全国橄榄球联合会 NFC |                                       |                                             |                                                |
| 分區                 | 球队                                  | 主場                                        | 所在城市                                       |
| 东区                 | 達拉斯牛仔 Dallas Cowboys             | AT&T體育場 AT&T Stadium                     | 德克薩斯州阿靈頓 Arlington, Texas              |
| 东区                 | 紐約巨人 New York Giants              | 大都會人壽體育場 MetLife Stadium            | 紐澤西州 East Rutherford, New Jersey           |
| 东区                 | 費城老鷹 Philadelphia Eagles          | 林肯金融球场 Lincoln Financial Field        | 賓夕法尼亞州費城 Philadelphia, Pennsylvania    |
| 东区                 | 华盛顿指挥官 Washington Commanders    | 西北体育场                                  | 馬里蘭州兰多弗                                 |
| 南区                 | 亞特蘭大獵鷹 Atlanta Falcons          | 梅賽德斯-賓士體育場 Mercedes-Benz Stadium   | 喬治亞州亞特蘭大 Atlanta, Georgia              |
| 南区                 | 卡羅來納黑豹 Carolina Panthers        | 美國銀行體育場 Bank of America Stadium      | 北卡羅萊納州夏洛特 Charlotte, North Carolina   |
| 南区                 | 紐奧良聖徒 New Orleans Saints         | 凱撒超級巨蛋 Caesars Superdome              | 路易斯安那州紐奧良 New Orleans, Louisiana      |
| 南区                 | 坦帕灣海盜 Tampa Bay Buccaneers       | 雷蒙詹姆斯體育場 Raymond James Stadium      | 佛羅里達州坦帕 Tampa, Florida                  |
| 西区                 | 亞利桑那紅雀 Arizona Cardinals        | 州立農業體育場 State Farm Stadium           | 亞利桑那州格伦代尔 Glendale, Arizona           |
| 西区                 | 洛杉磯公羊 Los Angeles Rams           | SoFi體育場 SoFi Stadium                     | 加利福尼亞州英格爾伍德 Inglewood, California   |
| 西区                 | 舊金山49人 San Francisco 49ers        | 李維斯體育場 Levi's Stadium                 | 加利福尼亞州圣克拉拉 Santa Clara, California   |
| 西区                 | 西雅圖海鷹 Seattle Seahawks           | 流明球場 Lumen Field                        | 華盛頓州西雅圖 Seattle, Washington             |
| 北区                 | 芝加哥熊 Chicago Bears                | 軍人球場 Soldier Field                      | 伊利諾州芝加哥 Chicago, Illinois               |
| 北区                 | 底特律雄獅 Detroit Lions              | 福特球場 Ford Field                         | 密西根州底特律 Detroit, Michigan               |
| 北区                 | 綠灣包裝工 Green Bay Packers          | 藍波球場 Lambeau Field                      | 威斯康辛州綠灣 Green Bay, Wisconsin            |
| 北区                 | 明尼蘇達維京人 Minnesota Vikings      | 美國合眾銀行體育場 U.S. Bank Stadium        | 明尼蘇達州明尼亞波利斯 Minneapolis, Minnesota  |

## 赛季
NFL赛季包括为期三周的季前赛、为期18周的常规赛（每支球队进行17场比赛外加一个轮空周）以及由14支球队组成的季后赛，并以联盟冠军赛超级碗作为赛季的收官之战。

### 季前赛
NFL季前赛从职业橄榄球名人堂赛开始，比赛地点在俄亥俄州坎顿的汤姆·本森名人堂体育场。每支NFL球队都必须安排三场季前赛（参加名人堂赛和美国碗的球队则要打四场季前赛），其中国联球队在奇数年有两场比赛在主场进行，而美联球队则在偶数年有两场比赛在主场进行。季前赛属于热身赛性质，不计入常规赛总成绩，因此球队一般不会把重点放在赢球上；相反，教练会利用季前赛评估球队的情况，球员也会利用季前赛展示自己的表现。因此，季前赛的观赏性存在不足，也受到了一些球迷的批评。此外，还有一些球员和教练因对受伤风险抱有疑虑，同样对季前赛的评价不高。

### 常规赛
联盟的常规赛为期18周，共272场比赛。自2021赛季起，每个新赛季的常规赛从美国劳动节（9月的第一个星期一）开始，到新年的第一周结束。赛季揭幕战通常是联赛卫冕冠军在主场的周四夜赛。
大多数NFL比赛在周日举行，通常每周至少举行一次周一夜赛，大多数周还会举行周四夜赛。由于颁布于1961年的联邦法律禁止职业橄榄球与高中橄榄球和大学橄榄球竞争，而高中和大学的橄榄球比赛通常在周五和周六进行比赛，因此NFL在12月的第三周之前都不会在这两天安排比赛。事实上，周六的比赛也只有在赛季后期才相对常见，而周五比赛则更少，最近一次周五赛事还是2020年的圣诞大战。NFL很少安排周二或者周三的比赛，自1948年以来，只有三场比赛安排在周二或者周三进行：2010年，由于暴风雪的侵袭，明尼苏达维京人和费城老鹰的比赛从周日夜赛改在了周二进行；2012年，为了避免与2012年民主党全国代表大会冲突，NFL常规赛揭幕战从周四提前到了周三；2020年，由于田纳西泰坦的球员在新冠检测呈阳性，因此他们与布法罗比尔的比赛推迟到了周二进行。
NFL常规赛的对阵是根据赛程安排公式确定的。同一个分区的四支球队的17场常规赛比赛中，有14场比赛的对手都是相同的，包括6场分区内战（主客场各一场）和8场与美联和国联某分区各四支球队的比赛，后者是由轮换周期决定的（球队所在的联合会每三年轮换一次，另一联合会每四年轮换一次）。还有两场比赛为联合会内的比赛，由球队前一赛季的排名决定。例如，如果一支球队在分区内排名第一，他们将与联合会内另外两支分区排名第一的球队交手。最后一场比赛是根据轮换周期进行的跨联合会比赛，由上个赛季的排名决定。每支球队总共要打17场比赛，并有一个轮空周，在轮空周内不打比赛。
虽然球队的主客场对手在上个赛季常规赛结束时就已经确定，但出于避免与美国职业棒球大联盟和其他重要比赛与活动产生冲突，确切的比赛日期和时间则要等到新赛季开始前才会公布。2010赛季前，计算机创建了超过500,000个潜在的赛程表（其中5,000个被认为是可行的），并由NFL赛程制定小组进行审查，制定50个最佳的赛程表备选，再从中选出最终方案。

### 季后赛
常规赛结束后，将举行由14支球队参加的NFL季后赛。每个联合会有7支球队可以参加季后赛，包括四支分区冠军球队和三支外卡球队（除分区冠军外总战绩最好的三支球队）。每个联合会的头名球队（1号种子）将拥有一周休赛期，而其余6支球队（2-7号种子）将参加季后赛首轮（即外卡轮）的比赛。具体排名将根据常规赛胜率、相互交战成绩等决定。其中2号种子将与7号种子比赛，3号种子与6号种子比赛，4号种子与5号种子比赛，外卡轮的胜者将晋级分区轮。分区轮中，将由最低的种子球队对阵1号种子，其余两队相互对抗，两场比赛的胜者将参加联合会冠军赛，由获胜的较高种子球队在主场迎战对手。美联和国联的联合会冠军将在超级碗比赛中决出最终的联盟冠军。
另一场季后赛期间的赛事是NFL主办的职业碗，即NFL全明星赛。早年间，职业碗的比赛在超级碗结束后一周进行，但为了提高收视率，自2009年开始，职业碗比赛提前到了超级碗前一周进行。因此，参加超级碗的球队的队员可以不参加职业碗的比赛。职业碗比赛的竞争程度不如常规赛和季后赛激烈，因为各队更关心的是如何避免球员受伤。2023年起，NFL对传统的职业碗赛事进行了改革，取而代之的是包括躲避球、腰旗橄榄球等在内的娱乐性更强的项目。

## 奖杯和奖项

### 球队奖项
自NFL成立以来，曾用三种不同的奖杯来表彰冠军。第一座奖杯是布伦斯维克-巴尔克·柯伦德公司于1920年捐赠给NFL（时称APFA）的布伦斯维克-巴尔克·柯伦德杯。该奖杯的外观只能通过对其“银色、爱心状”的记载中得知，奖杯将作为巡回奖杯在各冠军球队之间流转，并在一支球队获得三次冠军之后成为永久奖杯。联盟将该奖杯颁发给了NFL首任冠军、1920赛季的阿克伦职业，然而奖杯后来就消失不见了，至今下落不明。
第二座奖杯是艾德·索普纪念奖杯，由NFL在1934年至1967年之间颁发。奖杯得名于联盟著名裁判艾德·索普，后者是联盟早期许多球队老板的朋友。索普在1934年去世后，联盟为了纪念他而设立了这座奖杯。除了由当届冠军拥有的主奖杯外，联盟还向每位冠军颁发了一个较小的复制品奖杯，由这些球队永久保管。艾德·索普纪念奖杯目前同样不知所踪，有传言称绿湾包装工名人堂保有这座奖杯，但未经任何证实。
目前NFL的奖杯是文斯·隆巴迪杯。超级碗的奖杯在1970赛季被以文斯·隆巴迪的名字而命名，他曾作为主教练带领绿湾包装工在首两届超级碗中获得盛立。与之前的奖杯不同，每年NFL的冠军都会获得一座新的文斯·隆巴迪杯，并由冠军永久保管。奖杯由蒂芙尼公司用纯银制作，价值从25,000美元至300,000美元不等。
此外，冠军球队的球员、教练员和工作人员还会获得超级碗戒指。超级碗戒指的设计公司由获胜球队自行选择，每个戒指的设计各不相同，NFL仅规定了戒指的规格，此外还要求戒指的一面必须印有超级碗的标志。在超级碗中失利的球队同样会获得戒指，亚军戒指的价值不得超过超级碗戒指的一半，但亚军戒指几乎从未被人佩戴过。
联合会冠军同样将被授予奖杯。国联冠军将获得乔治·哈拉斯杯，该奖杯以芝加哥熊创始人乔治·哈拉斯名字命名，后者是NFL的创始人之一。美联冠军将获得拉马尔·亨特杯，拉马尔·亨特是堪萨斯城酋长的创始人，也是AFL（美国橄榄球联赛）的主要创立者。

### 球员及教练奖项
NFL会在每年的NFL颁奖典礼上为球员和教练颁发多个奖项。最负盛名的奖项是美联社最有价值球员（MVP），其他主要奖项包括美联社年度最佳进攻球员、美联社年度最佳防守球员、美联社年度最佳复出球员，以及美联社年度最佳进攻和防守新秀等奖项。另一个著名奖项是沃尔特·佩顿年度人物奖，旨在表彰在球场上和球场以外都作出卓越贡献的球员。NFL年度最佳教练则是联盟教练界的最高奖项。
NFL还会在每周颁发奖项，如NFL每周最佳球员和NFL每周最佳新秀。

## 媒体转播
在美国，NFL与五家电视网络签订了转播合同，分别是：哥伦比亚广播公司（CBS）、ESPN/美国广播公司（ABC）、福克斯广播公司（FOX）、美国全国广播公司（NBC）和亚马逊（Amazon），这些转播商涵盖了每场常规赛和季后赛。一般来说，CBS会转播客队为美联球队的周日下午赛事，而福克斯则会转播客队为国联球队的周日下午赛事。由于会同时进行多场比赛，因此下午场的比赛并不会在所有的附属电视台拨出，而会根据一套复杂的规则，每个电视网的附属电视台会在每个时段被分配到一场比赛。2011年起，联盟保留了依据合同将一场原定于在某家电视网络播出的周日比赛交给另一家电视网络播出的权利。
除了地区比赛外，联盟还在全国范围内进行一揽子转播，其中大部分在黄金时段进行。NBC在黄金时段播出“周日夜赛特别节目”，此外NBC也是NFL常规赛揭幕战和感恩节大战夜赛的持权转播商。ABC/ESPN负责转播所有的周一夜赛，Amazon Prime从2023赛季开始在自有平台Amazon Prime Video上转播除揭幕战之外的周四夜赛。超级碗则每四年在CBS、福克斯、NBC和ABC轮流播出。
2014赛季，NFL实行了一项“停播”政策，即如果主场球票未售罄，主队所在地区的当地电视台将“停播”该场比赛。球队可以将“售罄”的比例调整为可售门票的85%，但他们必须要将更多的门票让给客队球迷；球队也可以向NFL申请某场比赛的豁免。绝大多数的比赛都没有停播。NFL随后在2015年宣布暂停该项政策。
根据尼尔森公布的数据，2012年，NFL常规赛的收视人数为至少2亿人，占美国所有电视家庭的80%。在2012秋季赛事收视率最高的32场赛事中，NFL常规赛占据了其中的31场。超级碗是美国历史上收视最高的节目之一，其中第五十七届超级碗录得平均1.15亿的收视人数，创造美国历史上观看人数最多的体育赛事新纪录。

## 选秀
每年四月（2014年除外，当年的选秀在五月举行），NFL都会举行选秀大会。选秀共分为七轮，32支球队在每轮都会获得一枚选秀权。非季后赛球队的选秀顺序由常规赛战绩决定，战绩越差则顺位越靠前；季后赛球队的选秀顺序首先由球队进入季后赛的最远一轮进行排名，在相同情况下再按常规赛战绩排名。例如，任何一支进入分区轮的球队的选秀顺位将会高于任何一支进入联合会冠军赛的球队，但其选秀顺位将低于任何一支未进入分区轮的球队。所有球员必须高中毕业至少三年才有资格参加选秀。低年级学生如果达到了参加选秀的标准，必须在1月15日前向NFL提交申请，放弃剩余未完成的大学学业。球队可以用选秀权换取未来的选秀权，但不能交易他们在先前选秀中所选中的球员。
除了每个球队获得的7个选秀权之外，联盟还会发放给部分球队“补偿选秀权”以给予其额外选秀的权利，主要发放的对象是失去“受限制自由球员”的数量多于所获得的“受限制自由球员”的球队。这些选秀权分布于第三轮至第七轮，总数至多不超过32个。球队必须在一定时间内完成选秀，具体时间取决于选秀的轮次。如果未能按时完成选秀，之后的球队可以按顺序挑选球员，但未完成选秀的球队不会直接失去选秀权。这种情况发生在2003年，当时明尼苏达维京人未能按时完成选秀，原本排在维京人之后选秀的杰克逊维尔美洲虎和卡罗莱纳黑豹则在维京人恢复选秀之前完成了选秀。
被选中的球员只能与选中他们的球队签署合同，但如果他们拒绝签约，则有资格参加下一年的选秀大会。根据现行的集体谈判合同，所有被选中球员的合同必须为期四年，并附带第五年的球队选项（即由球队决定是否与该球员续约一年）。有选秀资格但未被选中的球员可以同任意一支球队签约。
除了常规的选秀大会外，NFL还举行过其他一些类型的选秀。2019年之前及2022年，联盟每年举行一次补充选秀，各球队向联盟发送电子邮件以说明他们希望选中的球员和所使用的选秀权，出价最高的球队将有权利签约该名球员。球员只有在获得特殊资格申请后才有资格参加补充选秀。在2022年的补充选秀中，并没有球员最终被选中。联盟还举行过若干次扩张选秀，最近一次发生在2002年，当时休斯顿德州人作为扩张球队加入到联盟当中。NFL举行的其他选秀包括1950年的分配选秀，用于给联盟的球队选择AAFC中部分解散球队的球员；以及1984年的USFL&CFL补充选秀，让因与美国橄榄球联赛（USFL）或加拿大加式橄榄球联盟（CFL）签订合同而未被NFL选中的球员有重新参加选秀的权利。
与其他北美主要体育联盟一样，NFL同样有“灾难选秀”机制，即如果发生“近乎灾难”（少于15名球员死亡或致残）的事件导致球队失去一名四分卫的话，他们可以从至少有三名四分卫的球队中选择一名加入他们的球队；若发生“灾难”（15名或更多的球员死亡或致残）导致球队赛季被取消，则将进行补选。截至目前，这项机制从未启动过。

## 自由球员
NFL的自由球员分为受限制自由球员和非受限制自由球员，前者拥有三个“累计赛季”的经历且当前合同已到期，后者拥有四个或更多的“累计赛季”且当前合同已到期。“累计赛季”的定义是在球队的激活、非激活、伤病储备或身体原因无法出赛储备名单上不少于六场常规赛的赛季。受限制自由球员可以与原球队以外的其他球队谈判，但原球队有权匹配任何报价。如果选择不匹配，则原球队可以获得选秀权作为补偿。非受限制自由球员可以自由和任何球队签约，且不含匹配机制，亦无需支付任何补偿。
球队可以对任何一名非受限制自由球员使用特权标签。特权标签是一份为期一年的合同，支付给球员的薪水是之前合同的120%或不低于其所在位置五名薪水最高球员的平均薪水（以孰高者为准）。特权标签分为两类，一类是排他性标签，不允许球员与其他球队谈判；另一种是非排他性标签，允许球员与其他球队谈判，但给予其前球队匹配任何报价的权利。若前球队选择不匹配，则给予该球队两枚首轮选秀权。
球队还可以对球员使用过渡标签，该标签与非排他性标签类似，但如果前球队不匹配报价，则不提供任何补偿。由于这一规定，很少由球队选择使用过渡标签。
所有球队都受到工资帽的限制。工资帽每年维持上涨态势，2023赛季的工资帽为2.24亿美元。
球队训练阵容中的球员薪水尽管由各球队支付，但他们同时也属于自由球员，可以被签约到任何其他球队的激活名单中（前提是在规定天数内，转入球队不是转出球队的下一个对手），并无需向原球队支付补偿。不过，除非经过原球队同意，否则训练阵容中的球员不得被签约到其他球队的训练阵容中。